# Anne Anderson (Illustratorin)
Anne Anderson (* 1874; † wahrscheinlich 1930, nach anderen Quellen 1952) war eine britische Illustratorin.

## Biographie

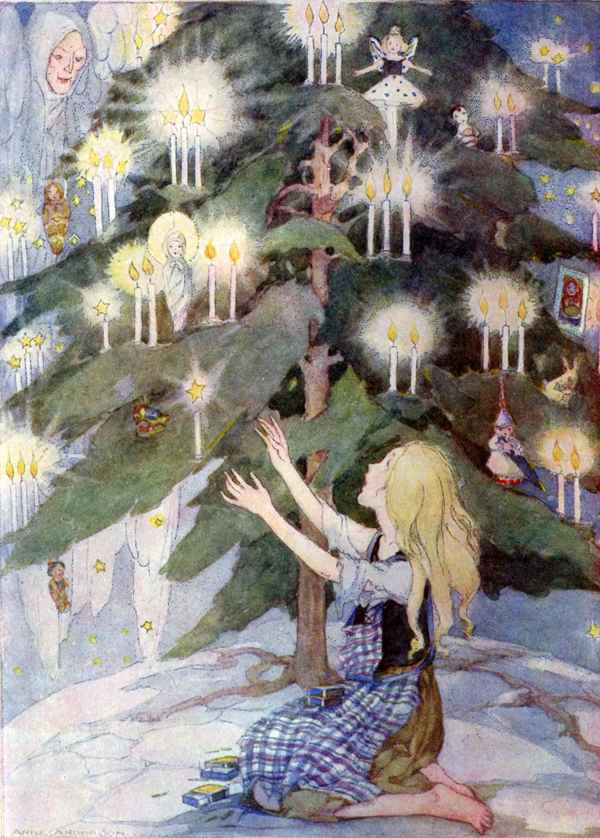
Das kleine Mädchen mit den Schwefelhölzern, Illustration von Anne Anderson

Anne Anderson wuchs in Schottland auf und verbrachte ihre Jugend in Argentinien. Hier begann sie sich für Illustration zu interessieren, bevor sie mit Anfang zwanzig nach Großbritannien zurückkehrte. Ihre ersten Buchillustrationen veröffentlichte sie zum Ende des Zeitalters Eduards VII. Im Juni 1912 heiratete sie den Künstler Alan Wright (1864–1959) in Berkshire, wo sich die beiden anschließend niederließen. Das Ehepaar arbeitete bei zahlreichen Projekten zusammen. Wright illustrierte bei den gemeinsamen Projekten hauptsächlich Vögel und andere Tiere. Anderson schuf insbesondere Illustrationen im Jugendstil für Kinder- und Märchenbücher, in ihrer erfolgreichen Karriere für mehr als 100 Bücher. Ihre Arbeiten werden anerkennend mit zeitgenössischen Künstlern wie Charles Robinson und Jessie M. King verglichen. Sie illustrierte unter anderem Märchen von Hans Christian Andersen und der Brüder Grimm.